# Betula costata
Betula costata es una planta perteneciente a la familia de las Betulaceae. Es originaria de China y Corea.

## Descripción
Es un árbol caducifolio que alcanza un tamaño de hasta 30 m de altura, con la corteza castaño grisácea, que se exfolia con el tiempo. Las ramas son rojizas, glabras, y las ramillas amarillentas, resinosas, con pubescencia. Hojas de ovadas a ovado-elípticas, de 5-12 x 1,5-5 cm, con puntos resinosos y vellosas en el envés y glabras en el haz. Tienen la base redondeada o subcordada y el margen irregularmente aserrado. El ápice es acuminado. Nervadura paralela bastante marcada.  Inflorescencia femenina oblonga, de 1,5-2,5 cm de largo. Fruto obovado, con semillas aladas.

## Taxonomía
Betula costata fue descrita por Ernst Rudolph von Trautvetter y publicado en Primitiae Florae Amurensis 253. 1859.
Etimología
Betula: nombre genérico que dieron los griegos al abedul.
costata: epíteto latino de costatus-a-um = "acostillado", probablemente por los nervios sobresalientes de sus hojas.
Sinonimia
- Betula costata var. pubescens S.L.Liou
- Betula ermanii var. costata (Trautv.) Regel
- Betula ulmifolia var. costata (Trautv.) Regel[2][3]